# Ao no Kanata no Four Rhythm
Ao no Kanata no Four Rhythm (蒼の彼方のフォーリズム Ao no Kanata no Fō Rizumu?, lit. Cuatro ritmos al otro lado del azul), oficialmente abreviado como Aokana (あおかな) y nombrado fuera de Japón como Aokana: Four Rhythm Across the Blue, es una novela visual para adultos desarrollada y publicada por Sprite para Windows el 28 de noviembre de 2014. En años posteriores el videojuego es porteado para PlayStation Vita, PlayStation 4 y Nintendo Switch.
Una adaptación a manga comenzó su publicación en la revista Monthly Comp Ace en octubre del 2015. Una adaptación a anime, producida por Gonzo y dirigida por Fumitoshi Oizaki, se emitió entre enero y marzo del 2016.

## Argumento
En un universo alterno, zapatos con propiedades antigravitatorias llamados Grav-Shoes son inventados, con los cuales la gente puede volar libremente. Esto lleva al desarrollo de un nuevo deporte conocido como "Flying Circus", donde los participantes corren de una boya a otra, obteniendo puntos en el proceso. Masaya Hinata es un estudiante de la Escuela Secundaria Kunahama, la cual está localizada en un archipiélago de cuatro islas en el sur de Japón. En el pasado, él estaba activo en el deporte, pero lo dejó debido a una derrota. Su vida cambia cuando Asuka Kurashina se transfiere a su escuela. Asuka se interesa en los Grav-Shoes y en el Flying Circus y a pesar de estar poco familiarizada con el deporte y siendo una principiante en el uso de los Grav-Shoes, ella se las arregla para conseguir puntuación durante un enfrentamiento con un estudiante de otra escuela. Esto lleva a Asuka y Masaya, junto con sus compañeras de clases Misaki Tobisawa y Mashiro Arisaka, a formar un equipo de Flying Circus, con la meta de tener éxito durante el torneo de verano de Flying Circus.

## Modo de juego
Ao no Kanata no Four Rhythm es una novela visual romántica en la cual el jugador asume el rol de Masaya Hinata. Su modo de juego requiere poca interacción con el jugador como mucho de la duración del juego es gastada en leer el texto que aparece en pantalla, la cual representa la narrativa de la historia y diálogo. Ao no Kanata no Four Rhythm sigue una trama ramificada con múltiples finales, y dependiendo de las decisiones que el jugador haga durante el juego, la trama progresará en una dirección específica. Hay cuatro tramas principales con la cual el jugador tiene la oportunidad de experimentar, cada una de las heroínas de la historia. Cada cierto tiempo, el jugador llegara a un punto donde el o ella tiene la oportunidad de elegir entre múltiples opciones. La progresión del texto se pausa en estos puntos hasta que la elección este hecha. Algunas decisiones pueden hacer que el juego termine prematuramente, la cual ofrece ofrece un final alternativo a la trama. Para ver todas las tramas en su totalidad, el jugador tendrá que repetir el juego múltiples veces y elegir diferentes opciones para promover la trama en una dirección alternativa. A lo largo del juego, hay escenas sexuales mostrando a Masaya teniendo sexo con una heroína.

## Personajes

### Principales
Masaya Hinata (日向 晶也 Hinata Masaya?)
Seiyū: Ryōta Ōsaka
Asuka Kurashina (倉科 明日香 Kurashina Asuka?)
Seiyū: Misato Fukuen
Misaki Tobisawa (鳶沢 みさき Tobisawa Misaki?)
Seiyū: Azumi Asakura
Mashiro Arisaka (有坂 真白 Arisaka Mashiro?)
Seiyū: Nozomi Yamamoto
Rika Ichinose (市ノ瀬 莉佳 Ichinose Rika?)
Seiyū: Madoka Yonezawa

### Otros
Reiko Satōin (佐藤院 麗子 Satōin Reiko?)
Seiyū: Risa Taneda
Saki Inui (乾 沙希 Inui Saki?)
Seiyū: Natsumi Takamori
Aoi Kagami (各務 葵 Kagami Aoi?)
Seiyū: Megumi Ogata
Shion Aoyagi (青柳 紫苑 Aoyagi Shion?)
Seiyū: Takayuki Kondō
Madoka Aoyagi (青柳 窓果 Aoyagi Madoka?)
Seiyū: Naomi Wakabayashi
Minori Hosaka (保坂 実里 Hosaka Minori?)
Seiyū: Yuko Gibu
Hayato Shirase (白瀬 隼人 Shirase Hayato?)
Seiyū: Takahiro Mizushima
Minamo Shirase (白瀬 みなも Shirase Minamo?)
Seiyū: Ai Shimizu
Botan Arisaka (有坂 牡丹 Arisaka Botan?)
Seiyū: Hitomi Nabatame
Kazunari Shindō (真藤 一成 Shindou Kazunari?)
Seiyū: Kazuyuki Okitsu
Irina Avalon (イリーナ・アヴァロン Irīna Avaron?)
Seiyū: Kaori Mizuhashi
Arika Okoze (虎魚 有梨華 Okoze Arika?)
Seiyū: Ema Kogure
Mayu Ganeko (我如古 繭 Ganeko Mayu?)
Seiyū: Nozomi Sasaki
Jugador enmascarado (覆面選手 Fukumen senshu?)
Kasumi Kurobuchi (黒渕 霞 Kurobuchi Kasumi?)
Seiyū: Yuki Kaida

## Desarrollo y publicación
Ao no Kanata no Four Rhythm es el segundo juego publicado por Sprite luego de su debut con Koi to Senkyo to Chocolate. El productor del juego fue Akira Sakamoto. El planeamiento del proyecto fue liderado por Nachi kio, quien también contribuyó como escritor del escenario principal junto con Ryōichi Watanabe y Ryūsuke Mutsu. El artista Suzumori sirve como el director del arte y codiseñador de personajes con Itsuka Yūki. La música de fondo fue producida por los miembros de Elements Garden. El juego fue publicado el 28 de noviembre de 2014 como una versión de edición limitada, jugable en una PC Windows. Una versión del juego para PlayStation Vita fue anunciada para publicarse en 2016. Un juego para teléfono inteligente titulado Ao no Kanata no Four Rhythm: Eternal Sky fue anunciada para salir en 2016, mientras una secuela titulada Ao no Kanata no Four Rhythm: Zwei fue anunciada en el evento AnimeJapan el 26 de marzo de 2016.

## Adaptaciones

### Manga
Una adaptación a manga ilustrada por Hideyu Tōgarashi comenzó su serializacion en la revista Monthly Comp Ace de Kadokawa Corporation en la edición de diciembre de 2015 vendida el 26 de octubre de 2015 y finalizó en la edición de mayo del 2016 vendida el 26 de marzo de 2016. El primer volumen tankōbon fue publicado el 26 de enero de 2016.

### Anime
Una adaptación a anime, producida por Gonzo y dirigida por Fumitoshi Oizaki, se emitió en TV Tokyo entre el 12 de enero y el 29 de marzo de 2016. El opening es "Contrail ~Kiseki~" (Contrail ～軌跡～, lit. "Estela ~Pista~"?) interpretado por Kawada y el ending es "A-gain" interpretado por Ray. El sencillo para "Contrail (Track)" fue publicado el 27 de enero de 2016 y el sencillo para "A-gain" fue publicado el 17 de febrero de 2016.

#### Lista de episodios
| Núm. | Título                                                                                              | Fecha de emisión      |
| ---- | --------------------------------------------------------------------------------------------------- | --------------------- |
| 1    | "¡Estoy volando, realmente estoy volando!" "Tondemasu, Tondemasu yo!" (飛んでます、飛んでますよっ!) | 12 de enero de 2016   |
| 2    | "¿U... do... n...?" "U... do... n...?" (う…ど…ん…?)                                                 | 19 de enero de 2016   |
| 3    | "Acabo de encerderme un poco" "Chotto Moetekita dake" (ちょっと燃えてきただけ)                      | 26 de enero de 2016   |
| 4    | "¡La carne... Me hace feliz!" "Oniku......Ureshii!" (お肉......うれしい!)                           | 2 de febrero de 2016  |
| 5    | "Sí, cálmate y cárgalo" "Un, Ochitsuite Ikō" (うん、落ち着いていこう)                               | 9 de febrero de 2016  |
| 6    | "¿Eso es todo lo que tienes?" "Sore ga Kimi no Jitsuryoku Kai?" (それが君の実力かい?)               | 16 de febrero de 2016 |
| 7    | "¡Pica antes de ser picado!" "Sasareru Mae ni Sase!" (刺される前に刺せ!)                            | 23 de febrero de 2016 |
| 8    | "Yo... ya no puedo volar" "Mō... Tobenai" (もう...飛べない)                                         | 1 de marzo de 2016    |
| 9    | "La respuesta está en el cielo" "Kotae wa Sora ni Arun desu!" (答えは空にあるんです!)               | 8 de marzo de 2016    |
| 10   | "¿Esto es para el FC también?" "Sore mo FC no Tame desu ka?" (それもFCのためですか?)                | 15 de marzo de 2016   |
| 11   | "¡Me rehuso a perder!" "Watashi Makenai!" (わたし負けない!)                                         | 22 de marzo de 2016   |
| 12   | "¡Vamos... A continuar volando!" "Motto...Tobō!!" (もっと…飛ぼう!!)                                 | 29 de marzo de 2016   |

## Música
Ao no Kanata no Four Rhythm tiene siete canciones: un opening, una canción de inserto y cinco endings. El opening "Wings of Courage ~Sora o Koete~" (Wings of Courage ～空を超えて～, lit. "Alas de Corage ~Mas alla del Cielo~"?) interpretado por Mami Kawada. La canción de inserte es "Infinite Sky" interpretado por Kotoko. Cada heroína tiene su propio ending, comenzando con el tema de Asuka "Sora Koi" (空恋, lit. Cielo Amor?) interpretado por Misato Fukuen. El tema de Misaki es "Sense of Life" interpretado por Azumi Asakura. El tema de Mashiro es "Millions of You" interpretado por Nozomi Yamamoto. El tema de Rika es "Night Flight" interpretado por Madoka Yonezawa. El ending principal es "Sky is the Limit" interpretado por Kawada. En adición, un sencillo de una canción de imagen titulada "Rays of the Sun" interpretada por Kawada fue publicada el 28 de diciembre del 2014 en Comiket 87.